# Johann Josef Kirchner
Johann Josef Kirchner (* 10. Juli 1846 in Wien, Kaisertum Österreich; † 14. April 1889 in Stein an der Donau) war ein österreichischer Illustrator und Landschaftsmaler.

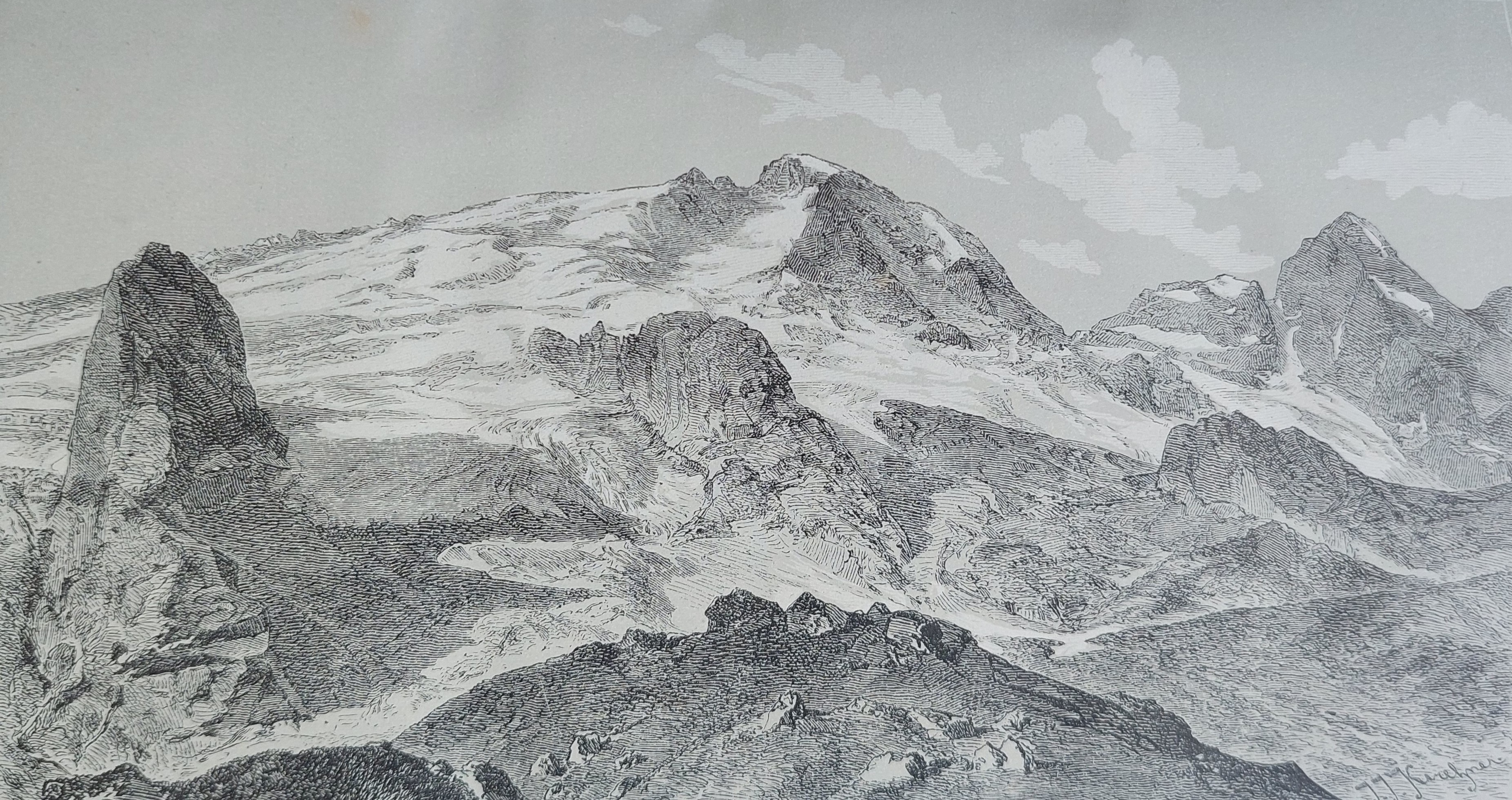
Marmolada (1877)

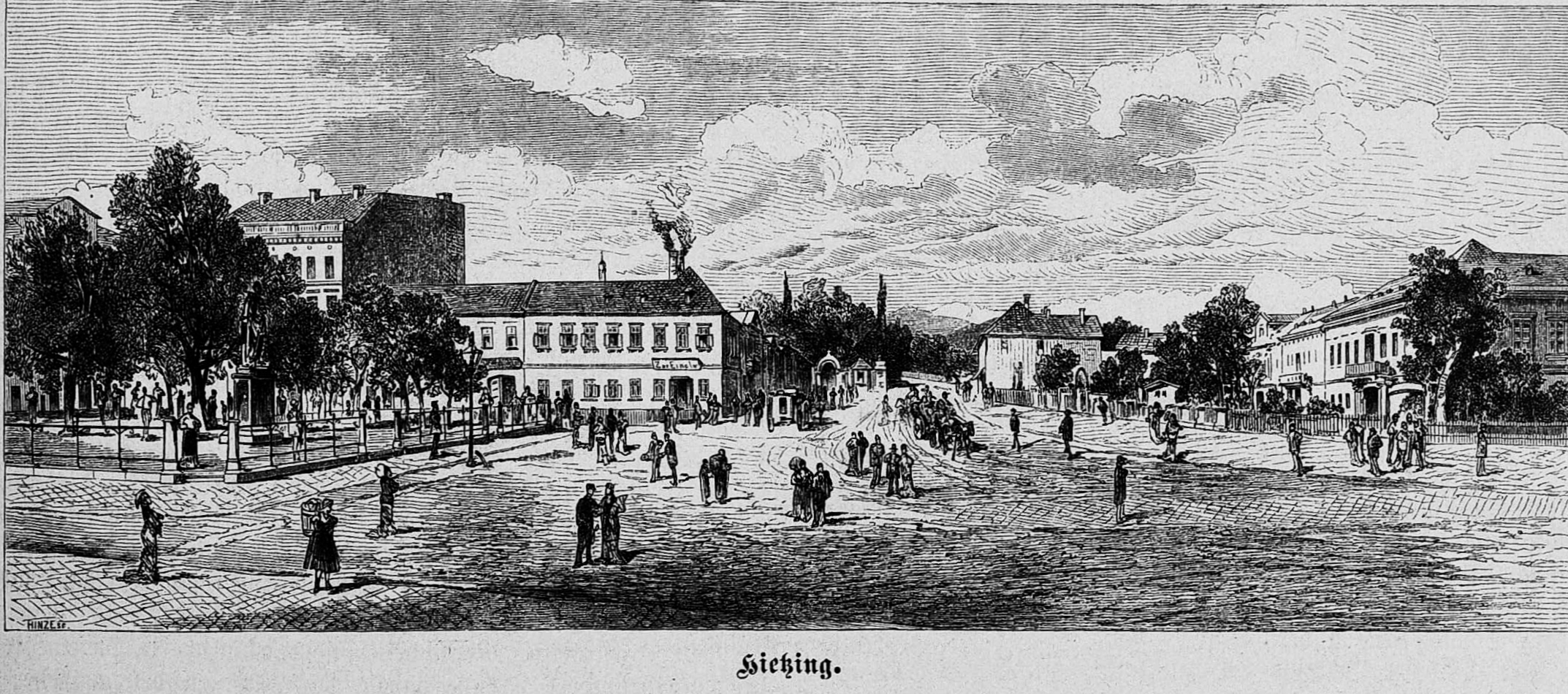
Hietzing (1880)

## Leben
Johann Josef Kirchner kam am 10. Juli 1846 in Wien als Sohn von Johann Karl Kirchner und Anna, geborene Wurzer, zur Welt. Nach seiner künstlerischen Ausbildung auf der Akademie der bildenden Künste in Wien begann er für die Illustrirte Zeitung in Leipzig und später für die Neue Illustrirte Zeitung in Wien zu arbeiten.
Mit seiner Ehefrau Friederike, die er 1870 heiratete, bekam er einen Sohn und eine Tochter. 1878 verließ Kirchner seine rechtmäßige Familie und zog mit seiner Geliebten in eine eigene Wohnung. Später bekamen beide die gemeinsame Tochter Edith Amalia. Trotz guter Auftragslage war Kirchner stets in Geldnot. Die persönlichen Ausgaben stiegen durch die privaten Verhältnisse erheblich, da er neben seinem exzentrischen Lebensstil auch zwei Haushalte aus seinem Verdienst bestreiten musste.
1886 lernte Kirchner die wohlhabende Familie Curio kennen. Kurz darauf begann er mit Clara Curio, die ihn auch großzügig finanziell unterstützte, ein intimes Verhältnis. Auf Einladung des Ehepaares Curio hin übersiedelte Kirchner im Herbst 1887 zu ihnen und bezog zwei Räume in einem Nebengebäude der Villa. Karl Curio hatte keine Ahnung von dem schon bestehenden Verhältnis Kirchners zu seiner Frau.
Am 14. Jänner 1888 versuchte Kirchner Karl Curio auf dem Weg zu einem Maskenball zu erschlagen. In der späteren Untersuchung wurde festgestellt, dass die Tatwaffe sehr wahrscheinlich Kirchners Spazierstock war. Die Wucht der Schläge wurden durch die Metallfeder des Chapeau Claque, den Curio trug, abgemindert und so schwerere Verletzungen vermieden. Am 18. Juni 1888 begann die auf drei Tage anberaumte öffentliche Verhandlung. Während der ersten beiden Verhandlungstage kam es zu umfangreichen Zeugeneinvernahmen. Der Gerichtshof sprach Kirchner am dritten Tag des Verbrechens des versuchten Meuchelmordes schuldig und verurteilte ihn zu sechs Jahren schweren Kerkers, verschärft durch einen monatlichen Fastentag.
Nach seiner Zeit in Untersuchungshaft in Wien wurde Kirchner in die Strafanstalt Stein überstellt. Ungeachtet der eigenen Lebenssituation begann Kirchner im Gefängnis wieder künstlerisch zu arbeiten und produzierte in seiner Zelle eine Vielzahl an Zeichnungen und Aquarellen als druckgrafische Vorlagen.
Kirchner überlebte aufgrund seiner schwachen Konstitution nur wenige Monate in Haft und starb am 14. April 1889.

## Werke
Johann Josef Kirchner schuf eine große Anzahl Druckgrafiken, Zeichnungen und Aquarelle. Die Ortsbildersammlung des Steiermärkischen Landesarchivs beherbergt 40 Illustrationen, vorwiegend Xylografien, die Kirchner zugeordnet werden können. Die Druckgrafiken entstanden zwischen 1872 und 1889 und zeigen überwiegend Landschafts- und Architekturdarstellungen.